# Чемпіонат світу з трекових велоперегонів 2015 — індивідуальна гонка переслідування (жінки)
Змагання в індивідуальній гонці переслідування серед жінок на Чемпіонаті світу з трекових велоперегонів 2015 відбулись 20 лютого.

## Результати

### Кваліфікація
Кваліфікація розпочалась о 15:35.
| Місце | Ім'я               | Країна          | Час      | Примітки |
| ----- | ------------------ | --------------- | -------- | -------- |
| 1     | Ребекка Вайсак     | Австралія       | 3:27.018 | Q        |
| 2     | Дженіфер Валенте   | США             | 3:29.547 | Q        |
| 3     | Емі Кюр            | Австралія       | 3:29.794 | q        |
| 4     | Джоанна Роуселл    | Велика Британія | 3:31.171 | q        |
| 5     | Кеті Арчибальд     | Велика Британія | 3:31.276 |          |
| 6     | Джасмін Глессер    | Канада          | 3:34.827 |          |
| 7     | Джеймі Нільсен     | Нова Зеландія   | 3:34.938 |          |
| 8     | Марліс Мехіас      | Куба            | 3:35.570 |          |
| 9     | Еліз Дельзенн      | Франція         | 3:36.730 |          |
| 10    | Міке Крьогер       | Німеччина       | 3:38.522 |          |
| 11    | Джорджія Вільямс   | Нова Зеландія   | 3:38.731 |          |
| 12    | Марія Луїса Кальє  | Колумбія        | 3:39.592 |          |
| 13    | Євгенія Буяк       | Польща          | 3:39.636 |          |
| 14    | Лотте Копецкі      | Бельгія         | 3:41.044 |          |
| 15    | Едіта Мазуревічюте | Литва           | 3:42.610 |          |
| 16    | Едіта Ясінська     | Польща          | 3:44.505 |          |
| 17    | Сільвія Вальсеккі  | Італія          | 3:45.324 |          |
| 18    | Глорія Родрігес    | Іспанія         | 3:45.409 |          |
| 19    | Пан Яо             | Гонконг         | 3:48.609 |          |
| 20    | Інна Метальникова  | Україна         | 3:53.303 |          |
| 21    | Мароеська Матті    | ПАР             | 3:54.856 |          |

### Фінали
Фінали розпочались о 21:45.
| Місце                    | Ім'я             | Країна          | Час      |
| ------------------------ | ---------------- | --------------- | -------- |
| Заїзд за золоту медаль   |                  |                 |          |
| 1                        | Ребекка Вайсак   | Австралія       | 3:30.305 |
| 2                        | Дженіфер Валенте | США             | 3:33.867 |
| Заїзд за бронзову медаль |                  |                 |          |
| 3                        | Емі Кюр          | Австралія       | 3:32.907 |
| 4                        | Джоанна Роуселл  | Велика Британія | 3:36.330 |